# Eremophila cuneata
Eremophila cuneata är en flenörtsväxtart som beskrevs av Chinnock. Eremophila cuneata ingår i släktet Eremophila och familjen flenörtsväxter. Inga underarter finns listade i Catalogue of Life.